# Tarcisio Isao Kikuchi
Tarcisio Isao Kikuchi (タルチシオ 菊地 功, Taruchishio Kikuchi Isao), né le 1er novembre 1958 à Iwate (Japon), est un prélat catholique japonais, actuel archevêque de Tokyo. Le pape François le crée cardinal au cours du consistoire qui se tient le 7 décembre 2024.

## Biographie
Tarcisio Isao Kikuchi est né le 1er novembre 1958 à Iwate. Il effectue ses études en vue du sacerdoce au Japon. En mars 1985, il prononce ses vœux au sein de la Société du Verbe Divin. Il est ordonné prêtre le 15 mars 1986. Il complète ensuite sa formation à Melbourne.
De 1986 à 1992, il est missionnaire au Ghana. Il retourne ensuite au Japon où il est formateur, responsable des novices et des vocations pendant un an. De 1994 à 1999, il est conseiller provincial de son ordre. Il occupe aussi diverses autres fonctions, notamment d'enseignant à l'Université de Nanzan et au sein de son ordre. Il rejoint Caritas Japon en 1998 et devient représentant des évêques japonais lors de diverses conférences internationales. 
De 1999 à 2004, il est directeur exécutif de Caritas Japon. Dans le même temps, il est élu supérieur provincial de son ordre à partir de 1999. Il est réélu pour un second mandat de 3 ans en 2002. 
Le 29 avril 2004, le pape Jean-Paul II le nomme évêque de Niigata. Il est ordonné évêque le 20 septembre 2004 par Takeo Okada, archevêque de Tokyo. Le 13 septembre 2014, le pape François le nomme membre de la Congrégation pour l'évangélisation des peuples.
Le pape François le nomme archevêque de Tokyo le 25 octobre 2017. 
De 2011 à 2019, il est à la tête de Caritas Asie. Le 15 mai 2023, il est élu pour un mandat de 4 ans à la tête de Caritas Internationalis.
Le 6 octobre 2024, le pape François annonce qu'il sera créé cardinal lors d'un consistoire le 7 décembre 2024 avec 20 autres prélats. Il est créé avec le titre de cardinal-prêtre de San Giovanni Leonardi.
Le 11 janvier 2025, le pape le nomme membre du Dicastère pour la communication.